# Japonicrambus bilineatus
Japonicrambus bilineatus là một loài bướm đêm trong họ Crambidae.